# Kurt Ortmann
Kurt Ortmann (ur. 26 marca 1931 w Akwizgranie, zm. 20 sierpnia 2010 w Eupen) – belgijski samorządowiec mniejszości niemieckiej, w latach 1985–1990 przewodniczący Parlamentu Niemieckojęzycznej Wspólnoty Belgii.

## Życiorys
Zawodowo pracował m.in. jako trener sportowy i amatorski komentator sportowy na antenie BHF. Pełnił funkcje dyrektorskie w klubie tenisowym KTC Eupen i lekkoatletycznym L.A.C. Eupen, a także w przedsiębiorstwie telewizji kablowej. Zaangażował się w działalność polityczną w ramach Partii Chrześcijańsko-Społecznej. Od 1965 do 2000 zasiadał w radzie miejskiej Eupen, od 1977 do 1994 pełniąc funkcję członka miejskich władz wykonawczych w Eupen. Od 1973 do 1990 członek rady kulturowej Niemieckojęzycznej Wspólnoty Belgii, przekształconej później w Parlament Niemieckojęzycznej Wspólnoty Belgii (w 1974 wybrany po raz pierwszy w wyborach bezpośrednich). W 1978 został rządowym komisarzem ds. nadzoru nad programami niemieckojęzycznymi w Belgischer Rundfunk (radiu i telewizji). W 1981 powrócił do wspólnotowego parlamentu, w 1985 objął funkcję jego przewodniczącego po śmierci Manfreda Betscha. W 1990 odszedł ze stanowiska, skupiając się na pełnieniu funkcji we władzach Eupen.
Był żonaty z Elisabeth Margarethą Stadtmüller (1930–2008), miał czworo dzieci. Zmarł w domu seniora w Eupen, w tym mieście został pochowany.

## Odznaczenia
W 1988 otrzymał Wielki Krzyż Zasługi Orderu Zasługi Republiki Federalnej Niemiec za zaangażowanie w relacje belgijsko-niemieckie.